# Срібний острів (театр)
Київський драматичний театр «Срібний острів» — є авторським театром, творчою майстернею Заслуженої артистки України - Людмили Дмитрівни Лимар. Днем заснування театру прийнято вважати 14 жовтня 1997, цього дня було зіграно прем'єру вистави «Їх четверо чи я і це переживу» за п'єсою Габріелі Запольської у приміщенні Київського національного академічного Молодого театру, у постановці білоруського режисера Григорія Івановича Боровика.

## Історія театру
Ідея створення театру виникла внаслідок довгих творчих пошуків, базованих на ідеалах передових діячів театрального мистецтва, таких як Михайло Щепкін, Костянтин Станіславський, Лесь Курбас і т. ін.
Творчі розбіжності у Київському академічному театрі драми і комедії на лівому березі Дніпра, одним із піонерів якого була Людмила Лимар, та постійне прагнення до мистецької досконалості спонукали артистку до самостійної діяльності. Спочатку це проявлялося у створенні моновистав та театральних перформансів, що згодом переросло у відкриття власного театру.
З 1989 року акторка активно працювала у жанрі моноспектаклю на сцені Київської академічної майстерні театрального мистецтва «Сузір'я». У її виконанні були представлені такі вистави:
- «Відьма» за твором Тараса Шевченка (режисер – Г. І. Боровик[be]),
- «Одержима» за поемою Леся Українка (режисер – Народний артист України О. П. Кужельний),
- «Зачароване коло» за твором Катерини Димчук (режисер – Народний артист України О. П. Кужельний),
- «Людський голос» Жана Кокто (режисер – Г. І. Боровик[be]),
- «Проща вечеря» (ностальгічне шоу за романами Олександра Вертинського, режисер – Народний артист України C.І. Єфремов).

Перший театральний сезон, розпочатий у 1997 році, відкрився постановкою трагікомедії польської класикині Габріелі Запольської «Їх четверо, або Я це переживу!». Режисером вистави виступив Григорій Боровик (Мінськ, Білорусь). У виставі успішно зіграли Народний артистка України Неоніла Білецька, актори Алла та Олег Масленникови, Заслужений артист України Володимир Кузнєцов, Заслужена артистка України Людмила Лимар та інші.
Вистави театру здобули популярність не лише серед киян, а й стали учасниками багатьох міжнародних театральних фестивалів, зокрема й Единбурзького фестивалю  — найбільшого театрального форуму у світі.

## Соціальна діяльність
Слідуючи ідеї відродження моральності, театр приділяє значну увагу роботі з юною аудиторією. З 2002 року реалізується проєкт театру спільно з фондом ЮНІСЕФ при ООН та посольством Нідерландів в Україні під назвою «Срібна дорога до юних сердець».
У межах цього проєкту театр провів численні вистави для дитячих будинків, інтернатів, дітей з інвалідністю та дітей із малозабезпечених сімей. Також у рамках проєкту театр організував гастролі по всій Україні, під час яких виступав у всіх виховних колоніях для неповнолітніх правопорушників.
У 2017 році вистава «Брати» поєднала схід і захід України, відвідавши гарячі точки, де тривали бойові дії в наслідок російської агресії (Лисичанськ, Новоайдар). Ця вистава, створена за п’єсою сучасного ірландського драматурга Мартіна Мак-Дони «Самотній захід», стала останньою на цей час у рамках проєкту. Вона яскраво й гостро піднімає питання виникнення крайніх форм агресії серед людей.
Після початку Російського вторгнення в Україну (з 2022) актори та керівний склад театру активно займаються волонтерською діяльністю. У перші дні війни в театрі було створено гуманітарний штаб, який допомагав жителям Києва та прифронтових територій, забезпечуючи їх продуктами, медикаментами, одягом та кормами для тварин. Директор театру Юрій Раєвський допомагав з евакуацією цивільного населення з Ірпеня. За цю діяльність театр отримав волонтерську відзнаку від КМДА «Топ 100 - 2022» за успішну співпрацю у реалізації громадських та волонтерських ініціатив у вирішенні викликів воєнного часу.

## Репертуар
З часу заснування на сцені «Срібного острова» було поставлено понад 30 вистав. Репертуар театру охоплює як класичні твори, так і п'єси сучасних авторів, а також вистави для дітей. Різноманітність репертуару дозволяє театру задовольнити інтереси широкої аудиторії, зберігаючи баланс між класикою і сучасністю.

### Поточний репертуар
- «Кайдашева сім'я» за твором Івана Нечуй-Левицького (реж. Іван Войтюк),
- «Циліндр» за п'єсою Едуардо де Філіппо (реж. Заслужена артистка України Людмила Лимар),
- «Чарівна лампа Аладдіна» за мотивами однойменної арабської казки (реж. Юрій Раєвський),
- «Мистецтво обману» за п'єсою Жоржа Фейдо (реж. Заслужена артистка України Людмила Лимар),
- «Екзамен на кохання» за п'єсою Карла Ґольдоні (реж. Заслужена артистка України Людмила Лимар).

### Відомі постановки
- «Їх четверо, або Я це переживу!» за п’єсою Габріелі Запольської.
- «Татуйована троянда» Теннессі Вільямса.
- «Намисто всезагальної любові» за п’єсою Леонарда Герша «Такі вільні метелики».
- «Гамлет» Вільяма Шекспіра.
- «Відьма» за поемою Тараса Шевченка.

## Трупа

### Адміністрація театру
Художній-керівник Заслужена артистка України Людмила Лимар
Директор Юрій Раєвський
Заступник директора Марія Дейкун

### Актори[3]
- Ілько Антецький
- Владислав Ващенко
- Наталія Вороніна
- Михайло Герасимчук
- Валерія Духота
- Марія Коломієць
- Антоніна Коротенко
- Анастасія Козинець
- Петро Крохмальний
- Каріна Лотоцька
- Ольга Паніна
- Лука Посунько
- Юрій Раєвський
- Костянтин Удовенко
- Наталія Яхонтова

## Нагороди та номінації
Лауреат премії «Київська пектораль – 2023» в номінації «Спеціальна премія»
Відзнака за волонтерську діяльність від КМДА «Топ 100 - 2022» за успішну співпрацю у реалізації громадських та волонтерських ініціатив у вирішенні викликів воєнного часу.